# Djuice
djuice (сокр. от англ. digital juice — «цифровой сок») — международный виртуальный оператор и молодёжно-ориентированный бренд мобильной связи. Разработан норвежской телекоммуникационной компанией «Telenor» в 2000 году.

## История
djuice появился в Норвегии и Венгрии в 2003 году,  Украине в 2004 году, в Бангладеш в 2005 году, Пакистане и Швеции в 2006 году, в 2008 году — в Черногории. Одно время также функционировал в Малайзии, Новой Зеландии и в Таиланде.
1 сентября 2004 года после широкомасштабных исследований бренд был адаптирован для украинского рынка. djuice был представлен компанией «Киевстар» как новая и высокотехнологичная концепция мобильной связи для украинской молодёжи в возрасте от 17 до 24 лет.
Абонентами виртуального оператора в разных странах мира являются свыше 12 млн человек (согласно данным официального сайта по состоянию на 1 декабря 2008 года).
С 1 октября 2013 года «Киевстар» прекратил продвижение торговой марки djuice, сохранив при этом поддержку существующих абонентов.

## Реклама
В своей рекламной кампании djuice использует яркие образы: поющих оленей, гигантских голубей, а также популярных музыкальных исполнителей: дуэта «Потап и Настя Каменских», группы «Друга Ріка». Украинская реклама несколько раз награждалась[кем?][когда?] как звание лучшая реклама.
В 2014 году норвежское подразделение провело ребрендинг. Логотип получил зелёную окраску. Рекламные ролики стали снимать по пластилиновой технологии. Djuice получил талисман — пластилиновых человечков Эрни и Бьёрнэ.
В 2016 годy был запущен веб сайт mobilendillema Архивная копия от 4 января 2017 на Wayback Machine. Сайт предлагает создать рекламный ролик по типу mobile dilema.